# Branche Palestine
Far' Falastin ( en arabe : فرع فلسطين  "branche Palestine"), officiellement connue sous le nom de Branche 235, est une prison gérée par les services de renseignements syriens, située à Damas et connue pour ses témoignages d'anciens détenus qui évoquent conditions de détentions indignes, un recours à la torture systématique et généralisé, le viol et les violences sexuelles faisant partie des actes de torture, .  

## Histoire
La branche est créée en 1969 pour assurer la liaison entre le gouvernement syrien et les différentes entités palestiniennes autorisées à opérer en Syrie (Fatah, as-Sa'iqa, DFLP et FPLP ).  Bien qu'elle soit associée à la torture au moins depuis 1990,, la prison acquiert une notoriété généralisée à la suite des attentats du 11 septembre en raison de l'envoi de détenus suspectés de liens avec des organisations terroristes par le biais d'extraordinary renditions, principalement par les États-Unis, afin d'externaliser la torture. Le centre de détention est grand, géré par quelque 500 employés, mais la majorité des informations concernant la torture et les interrogatoires violents se concentrent sur les trois étages souterrains, , .
La branche est dirigée par le Brig. Gen. Muhammad Khallouf. 
En 2017, une plainte est déposée en Allemagne par d'anciens détenus ayant survécu à la torture

## Conditions de détention
Certaines cellules sont décrites comme étant d'une taille proche de celle d'un cercueil, soit 2 × 1,5 mètres,, d'autres sont estimées à 4 m2 : 

« Début juin 2014, on m'a transférée dans les locaux de la branche Palestine à Damas où je suis restée jusqu'au 10 mars 2014. Ils m'ont jetée dans une petite cellule de quatre mètres carrés avec douze autres filles. Le nombre de détenues augmentait au fil des jours. Nous étions vingt-sept quand je suis sortie. »

Les cellules sont infestées de cafards, de puces, de rats, de souris et de poux,,. La quantité insuffisante de nourriture donnée aux prisonniers entraîne une perte de poids extrême. Les détenus reçoivent une bouteille pour uriner et une d'eau potable, . Les détenus seraient autorisés à sortir de leurs cellules pendant quelques minutes pour utiliser les toilettes trois fois par jour, sauf le vendredi où une pause plus longue est autorisée pour prendre une douche et faire la lessive. L'accès à la cour de la prison pour la lumière naturelle du soleil est limité à dix minutes par mois. Les soins médicaux sont en général complètement refusés. 

« Ils m'ont amené là où se trouvent les cellules et m'ont mis dans une pièce de 2 mètres sur 1,5. Le plafond n'était pas haut. Ils m'ont laissé là tout seul. Je suis resté dans cette cellule pendant toute ma détention. La cellule avait toutes sortes de saletés, des cafards, des puces, une odeur de saleté et de moisissure. Il n'y avait pas de toilettes. Il y avait juste une vieille grande bouteille de Pepsi remplie d'urine.
- Samir, emprisonné dans la Branche Palestine en 2011 »

« Il y avait une petite ouverture dans le plafond, d'environ 30 sur 60cm avec des barreaux de fer. Au-dessus, il y avait un autre plafond, donc seulement un peu de lumière passait à travers. Il y avait des chats et des rats là-haut et de temps en temps les chats faisaient pipi par l'ouverture de la cellule. Il y avait deux couvertures, deux plats et deux bouteilles. Rien d'autre. Pas de lumière.
- Maher Arar, emprisonné à la section de Palestine de septembre 2002 à octobre 2003 »

## Violence sexuelle
Les gardiens de prison menacent fréquemment de violences sexuelles, en particulier de viols collectifs, et les commettent régulièrement,.  

« Ils ont menacé d'amener ma mère. Ils m'ont demandé si je voulais qu'ils amènent ma femme ici et que tous les gars couchent avec elle.
- Samir, emprisonné dans la branche Palestine en 2011 »

« Ils avaient un horaire. Ils se relaient avec nous. Plus d'un homme vous violait. Ce n'était pas tous les jours, mais c'était régulier.
- Nour, détenu dans la branche Palestine en 2012. »

## Torture
Les méthodes de torture comprennent la "chaise allemande" (un cadre de chaise en métal utilisé pour étirer la colonne vertébrale), la "dulab" ou la "méthode du pneu" (le prisonnier est obligé de placer sa tête, ses jambes et ses bras dans un pneu de voiture afin de l'immobiliser pendant qu'il est battu par l'interrogateur), la suspension "shabeh" (le détenu est suspendu au plafond par les poignets de telle sorte que ses orteils touchent à peine le sol), "falaqa" (le détenu est allongé sur le dos, ses jambes relevées à 90 degrés, et on frappe la plante de ses pieds), l'électrocution et d'autres méthodes ,, , . 
Des morts sous la torture sont également documentées. Les photographies de 127 corps de détenus morts sous la torture dans la branche Palestine et photographiés par le photographe légiste César, ont été exfiltrées de Syrie. 

« Pendant les séances de torture, les interrogateurs battaient sévèrement un prisonnier en recourant à divers outils et techniques. Par exemple, le 1er témoin a été battu avec un tube en plastique dur pendant plusieurs heures. Il décrit en outre comment les interrogateurs ont enfoncé des crayons dans le corps des détenus, puis ont délibérément cassé les crayons pour qu'un morceau de crayon reste coincé dans la chair du prisonnier. Le 3ème témoin a rapporté un incident où un prisonnier avait été battu avec un crochet à viande sur une chaîne. Le 2ème témoin  a déclaré que les interrogateurs avaient versé des produits chimiques de nettoyage sur son corps, ce qui lui avait causé de graves brûlures et l’avait empêché de le laver. D'autres outils de torture comprennent des câbles, des bâtons, des tuyaux ainsi que des chocs électriques. »

## Détenus ou anciens détenus notables
- Khalil Maatouk, avocat des droits humains
- Akram al-Bunni, écrivain et militant des droits humains
- Ammar al-Qurabi, militant socialiste et défenseur des droits humains
- Harun al-Aswad, journaliste

### Prisons syriennes
- Prison d'Adra
- Prison de Palmyre
- Prison de Mezzeh
- Aéroport militaire de Mezzeh
- Prison de Saidnaya
- Branche 215
- Branche 251, ou branche al-Khatib

### Services de renseignement syriens
Services de renseignement syriens
- Idarat al-Amn al-Amm, Direction générale de la Sécurité
- Idarat al-Amn al-Siyasi, Direction de la sécurité politique
- Shu'bat al-Mukhabarat al-'Askariyya, Direction de l'Intelligence militaire
- Service de renseignement de l'armée de l'air